# Bambadjan Bamba
Pour les articles homonymes, voir Bamba.
Bambadjan Bamba, né le 30 janvier 1982, est un acteur ivoirien connu pour ses rôles dans Réalité (2014) et The Good Place (2016).

## Biographie
Bambadjan Bamba est né en Côte d'Ivoire et est arrivé aux États-Unis à l'âge de 10 ans en 1992. Il a étudié l'art dramatique au Conservatoire de cinéma et d'art dramatique de New York et a été l'un des membres fondateurs de la Sacred Drum Company.
En 2017, il révèle être sans-papiers et faire partie du programme DACA.

## Filmographie

### Cinéma
- 2007 : Je crois que j'aime ma femme de Chris Rock : rappeur dans l'ascenseur
- 2010 : Fred: The Movie de Clay Weiner : employé de lave-auto
- 2015 : Réalité de Quentin Dupieux : Tony
- 2016 : Suicide Squad de David Ayer : vendeur de t-shirt
- 2018 : Black Panther de Ryan Coogler : chef militant

### Télévision

#### Séries télévisées
- 2006 : New York, police judiciaire : Henry Young
- 2007 : Les Soprano : cycliste somalien (épisode Kennedy and Heidi)
- 2008 : Les Experts : Bellman
- 2009 : Cold Case : Affaires classées : Eddie St. John
- 2009 : Urgences : psychotique
- 2010 : Parenthood : Frank
- 2010 : NCIS : Los Angeles : Deng Oyat
- 2011 : Suburgatory : vendeur de rue
- 2013 : Perception : Anthony
- 2014 : Following : Sami
- 2016 : The Good Place : Bambadjan
- 2017 : Grey's Anatomy : Sefu
- 2017 : Everything But a Man : le colocataire de Max
- 2018 : Giants : Brian
- 2020 : Harry Bosch : Remi Toussaint

#### Émissions télévisées
- 2009 : Jimmy Kimmel Live! : le dealer somalien